# Apateopholis laniatus
Apateopholis laniatus è un pesce estinto, appartenente agli alepisauriformi. Visse nel Cretaceo superiore (Cenomaniano, circa 95 milioni di anni fa) e i suoi resti fossili sono stati ritrovati in Inghilterra e in Libano.

## Descrizione
Questo pesce era di piccole dimensioni e non superava la lunghezza di 10 centimetri. Apateopholis era caratterizzato da una testa estremamente allungata, che poteva essere lunga quanto il resto del corpo. Il rostro era a forma di becco allungato simile a quello dell'attuale aguglia. Il corpo era sostanzialmente privo di scaglie, tranne una fila unica lungo la linea laterale sensoriale; queste scaglie erano di forma rettangolare, e portavano piccole spine sulla superficie esterna.

## Classificazione
Apateopholis (il cui nome deriva dal greco e significa "scaglia che confonde") è conosciuto per una singola specie rinvenuta soltanto in Inghilterra (Sussex e Lewes) e in Libano, nei giacimenti di Haqil ed En Nammoura; è stato attribuito alla superfamiglia degli ittiotringoidi (Ichthyotringoidea), un gruppo di pesci dalla testa allungata tipici del Cretaceo superiore.